# 6837 Bressi
6837 Bressi è un asteroide della fascia principale. Scoperto nel 1994, presenta un'orbita caratterizzata da un semiasse maggiore pari a 2,8550480 au e da un'eccentricità di 0,2163406, inclinata di 12,80882° rispetto all'eclittica.
L'asteroide è dedicato all'astronomo statunitense Terrence H. Bressi.